# Georg Rotlewi
Gersz Rotlewi, meglio noto come Georg Rotlewi (Łódź, 1889 – Łódź, 1920), è stato uno scacchista polacco.
Il suo miglior risultato è stato il 4º posto nel torneo di Carlsbad 1911 con 16/25. Il torneo fu vinto da Richard Teichmann con 18/25, ma Rotlewi superò molti campioni dell'epoca, tra cui Alechin, Nimzowitsch e Marshall. 
Altri risultati di rilievo:
- 1907:  2º nel torneo di Ostenda (vinse Ernst Heilmann)
- 1909:  2º dietro ad Alechin nel torneo di San Pietroburgo
- 1910:  1º ad Amburgo (Haupturnier A)[1]
- 1910:  =1º con Rubinstein a Varsavia
- 1911:  2º a Colonia dietro a Semën Alapin

Disputò due match contro il connazionale Georg Salwe: nel 1909 perse (+5 –8 =5), nel 1910 vinse (+3 –1 =6). 
Rotlewi è noto per aver perso nella famosa "Immortale di Rubinstein" nella quale Rubinstein, con il nero, sacrifica la donna e una torre in cambio di un attacco vincente.
Morì di tubercolosi nel 1920 all'età di 31 anni.